# Pavona bipartita
Espèce
Statut de conservation UICN

 VU A4c : Vulnérable
Statut CITES
Pavona bipartita est une espèce de coraux appartenant à la famille des Agariciidae.